# Commonwealth Cup
La Commonwealth Cup è una corsa di cavalli piana del Gruppo 1 in Gran Bretagna, aperta ai cavalli di tre anni. Si corre ad Ascot su una distanza di 6 furlong (1.207 metri) il venerdì del meeting del Royal Ascot.

## Storia
La Commonwealth Cup fu introdotta nel 2015 come parte di una serie di modifiche al programma di corse veloci di cavalli in Europa. Il Diamond Jubilee Stakes, corso lungo la stessa pista e distanza nello stesso incontro, fu chiuso ai tre anni nello stesso momento. La nuova gara fu successivamente denominata Commonwealth Cup e il Buckingham Palace Stakes fu eliminato dall'incontro del Royal Ascot per fare spazio alla nuova corsa.

## Vincitori
| Anno | Vincitore        | Fantino              | Allenatore     | Proprietario                    | Tempo   |
| ---- | ---------------- | -------------------- | -------------- | ------------------------------- | ------- |
| 2015 | Muhaarar         | Dane O'Neill         | Charles Hills  | Hamdan Al Maktoum               | 1:12.05 |
| 2016 | Quiet Reflection | Dougie Costello      | Karl Burke     | Ontoawinner, Strecker & Burke   | 1:14.50 |
| 2017 | Caravaggio       | Ryan Moore           | Aidan O'Brien  | Magnier/ Tabor/ Smith           | 1:13.49 |
| 2018 | Eqtidaar         | Jim Crowley          | Michael Stoute | Hamdan Al Maktoum               | 1:12.12 |
| 2019 | Advertise        | Frankie Dettori      | Martyn Meade   | Phoenix Thoroughbred Racing 1   | 1:11.88 |
| 2020 | Golden Horde     | Adam Kirby           | Clive Cox      | AlMohamediya Racing             | 1:14:56 |
| 2021 | Campanelle       | Frankie Dettori      | Wesley Ward    | Stonestreet Stables LLC         | 1:16:67 |
| 2022 | Perfect Power    | Christophe Soumillon | Richard Fahey  | Rashid Dalmook al Maktoum       | 1:12:85 |
| 2023 | Shaquille        | Oisin Murphy         | Julie Camacho  | Hughes, Rawlings, O'Shaughnessy | 1:13:15 |